# John Brady (Politiker)

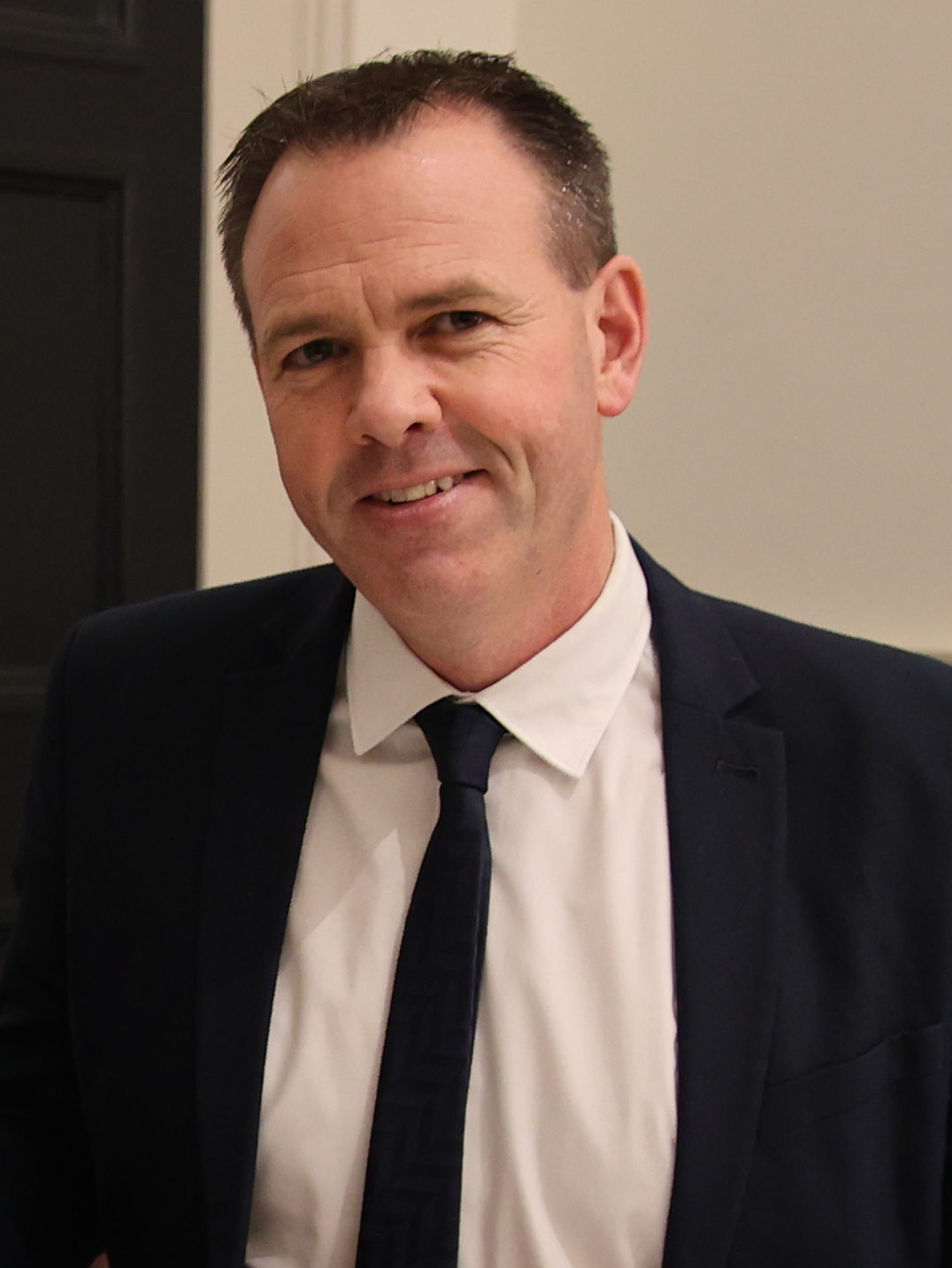
John Brady (2024)

John Brady (* 28. Juli 1973 in Bray, County Wicklow, Irland) ist ein irischer Politiker der Sinn Féin, der seit Februar 2016 Abgeordneter im Dáil Éireann ist.

## Leben
Brady ist ein Zimmermann und arbeitete in dem Beruf bis 2013, als sein Geschäft pleiteging. 2004 wurde er in den Town Council Brady und 2009 in den Wicklow County Council gewählt. Ohne Erfolg versuchte er 2007 und 2011 im Wahlkreis Wicklow in den Dáil Éireann gewählt zu werden. Bei den Wahlen 2016 war er dann erfolgreich und erreichte einen Sitz im Wahlkreis Wicklow. 2020 und 2024 konnte er diesen Erfolg wiederholen.

## Privates
John Brady ist mit Gayle verheiratet. Gemeinsam haben sie fünf Kinder.